# Pohulanka (Udórz)
Pohulanka – część wsi Udórz w Polsce położona w województwie śląskim, w powiecie zawierciańskim, w gminie Żarnowiec.
W latach 1975–1998 Pohulanka administracyjnie należała do województwa katowickiego.